# Bianco e Nero - Cronache italiane
Bianco e Nero è stato un programma televisivo di cronaca condotto da Luca Telese e Francesca Lancini e in onda su LA7 dal 6 febbraio 2017 in prima serata.
Al centro del programma vi erano le piccole e grandi storie della cronaca italiana.

## Il programma
Il programma trattava i temi di cronaca più discussi, i casi irrisolti, i cold-case che riemergono dal passato, gli enigmi della nostra storia recente con la ricostruzioni dei fatti con i contributi di esperti, testimoni, opinionisti, tecnici. 
Il programma in onda il lunedì sull'emittente LA7, alle 21:10 (dopo Otto e mezzo) è condotto da Luca Telese e con la partecipazione di Giulia Bongiorno e Luisella Costamagna.
A causa dei bassi ascolti dalla puntata di domenica 12 marzo 2017, il programma subisce uno scambio di collocazione di palinsesto con il programma Eccezionale veramente che passa al lunedì sera.